# 英吉利敦 (新澤西州)
英吉利敦（英語：Englishtown）是位於美國新澤西州蒙茅斯縣的自治市鎮。

## 人口
根據2020年美國人口普查的數據，英吉利敦的面積為1.52平方千米，當中陸地面積為1.48平方千米，而水域面積為0.04平方千米。當地共有人口2346人，而人口密度為每平方千米1,543人。